# NA-2315
La  NA-2315  es una carretera local perteneciente a la Red de Carreteras de Navarra que se inicia en PK 18,08 de NA-2310 y termina en Ardanaz de Egüés. Tiene una longitud de 0,53 kilómetros.